# Wereldkampioenschap voetbal onder 17 - 1995
Het zesde wereldkampioenschap voetbal onder 17 werd gehouden in Ecuador van 3 tot en met 20 augustus 1995. Ecuador zou het toernooi in 1991 al organiseren, maar dat kon toen niet doorgaan door een cholera-uitbraak in het land. Het toernooi werd voor de tweede keer gewonnen door Ghana.

## Gekwalificeerde landen
Er deden 16 teams uit zes confederaties mee. Teams konden zich kwalificeren via een jeugdtoernooi dat binnen elke confederatie georganiseerd werd.
| Confederatie                                   | Kwalificatietoernooi                                                                | Gekwalificeerde landen             |
| ---------------------------------------------- | ----------------------------------------------------------------------------------- | ---------------------------------- |
| AFC (Azië)                                     | Aziatisch kampioenschap voetbal onder 16 - 1994 Qatar, 18 oktober – 1 november 1994 | Japan Qatar Oman                   |
| CAF (Afrika)                                   | Afrikaans kampioenschap voetbal onder 17 - 1995 Mali, 14–27 mei 1995                | Ghana Guinee Nigeria               |
| CONCACAF (Noord, Centraal-Amerika & Caribbean) | CONCACAF-kampioenschap voetbal onder 17 - 1994 El Salvador, 2–13 november 1994      | Verenigde Staten Costa Rica Canada |
| CONMEBOL (Zuid-Amerika)                        | Zuid-Amerikaans kampioenschap voetbal onder 17 - 1995 Peru, 1995                    | Brazilië Argentinië                |
| OFC (Oceanië)                                  | Oceanisch kampioenschap voetbal onder 17 - 1995 Vanuatu, 18–26 mei 1995             | Australië                          |
| UEFA (Europa)                                  | Europees kampioenschap voetbal onder 16 - 1995 België, 24 april – 6 mei 1995        | Portugal Spanje Duitsland          |
| Gastland                                       | Gastland                                                                            | Ecuador                            |

## Stadions
| Quito                                                | · Quito (Olímpico Atahualpa) Cuenca (Alejandro Serrano Aguilar) Riobamba (Olímpico de Riobamba) Ibarra (Olímpico de Ibarra) Portoviejo (Reales Tamarindos) Guayaquil (Monumental de Barcelona) |  |
| Estadio Olímpico Atahualpa Capaciteit: 40.948        | · Quito (Olímpico Atahualpa) Cuenca (Alejandro Serrano Aguilar) Riobamba (Olímpico de Riobamba) Ibarra (Olímpico de Ibarra) Portoviejo (Reales Tamarindos) Guayaquil (Monumental de Barcelona) |  |
| Cuenca                                               | · Quito (Olímpico Atahualpa) Cuenca (Alejandro Serrano Aguilar) Riobamba (Olímpico de Riobamba) Ibarra (Olímpico de Ibarra) Portoviejo (Reales Tamarindos) Guayaquil (Monumental de Barcelona) |  |
| Estadio Alejandro Serrano Aguilar Capaciteit: 22.000 | · Quito (Olímpico Atahualpa) Cuenca (Alejandro Serrano Aguilar) Riobamba (Olímpico de Riobamba) Ibarra (Olímpico de Ibarra) Portoviejo (Reales Tamarindos) Guayaquil (Monumental de Barcelona) |  |
| Riobamba                                             | · Quito (Olímpico Atahualpa) Cuenca (Alejandro Serrano Aguilar) Riobamba (Olímpico de Riobamba) Ibarra (Olímpico de Ibarra) Portoviejo (Reales Tamarindos) Guayaquil (Monumental de Barcelona) |  |
| Estadio Olímpico de Riobamba Capaciteit: 18.000      | · Quito (Olímpico Atahualpa) Cuenca (Alejandro Serrano Aguilar) Riobamba (Olímpico de Riobamba) Ibarra (Olímpico de Ibarra) Portoviejo (Reales Tamarindos) Guayaquil (Monumental de Barcelona) |  |
| Ibarra                                               | · Quito (Olímpico Atahualpa) Cuenca (Alejandro Serrano Aguilar) Riobamba (Olímpico de Riobamba) Ibarra (Olímpico de Ibarra) Portoviejo (Reales Tamarindos) Guayaquil (Monumental de Barcelona) |  |
| Estadio Olímpico de Ibarra Capaciteit: 17.260        | · Quito (Olímpico Atahualpa) Cuenca (Alejandro Serrano Aguilar) Riobamba (Olímpico de Riobamba) Ibarra (Olímpico de Ibarra) Portoviejo (Reales Tamarindos) Guayaquil (Monumental de Barcelona) |  |
| Portoviejo                                           | · Quito (Olímpico Atahualpa) Cuenca (Alejandro Serrano Aguilar) Riobamba (Olímpico de Riobamba) Ibarra (Olímpico de Ibarra) Portoviejo (Reales Tamarindos) Guayaquil (Monumental de Barcelona) |  |
| Estadio Reales Tamarindos Capaciteit: 18.000         | · Quito (Olímpico Atahualpa) Cuenca (Alejandro Serrano Aguilar) Riobamba (Olímpico de Riobamba) Ibarra (Olímpico de Ibarra) Portoviejo (Reales Tamarindos) Guayaquil (Monumental de Barcelona) |  |
| Guayaquil                                            | · Quito (Olímpico Atahualpa) Cuenca (Alejandro Serrano Aguilar) Riobamba (Olímpico de Riobamba) Ibarra (Olímpico de Ibarra) Portoviejo (Reales Tamarindos) Guayaquil (Monumental de Barcelona) |  |
| Estadio Monumental de Barcelona Capaciteit: 85.500   | · Quito (Olímpico Atahualpa) Cuenca (Alejandro Serrano Aguilar) Riobamba (Olímpico de Riobamba) Ibarra (Olímpico de Ibarra) Portoviejo (Reales Tamarindos) Guayaquil (Monumental de Barcelona) |  |

## Groepsfase

### Groep A
| Team             | Wed | W | G | V | DV | DT | DS | Ptn | Resultaat           |
| ---------------- | --- | - | - | - | -- | -- | -- | --- | ------------------- |
| Ghana            | 3   | 3 | 0 | 0 | 5  | 1  | +4 | 9   | Naar de kwartfinale |
| Ecuador          | 3   | 1 | 1 | 1 | 3  | 2  | +1 | 4   | Naar de kwartfinale |
| Japan            | 3   | 1 | 1 | 1 | 2  | 2  | 0  | 4   |                     |
| Verenigde Staten | 3   | 0 | 0 | 3 | 1  | 6  | –6 | 0   |                     |

|                       |                        |     |                  |                                                                                             |
| 3 augustus 1995 20:15 | Ecuador                | 2–0 | Verenigde Staten | Estadio Olímpico Atahualpa, Quito Toeschouwers: 28.000 Scheidsrechter: Fritz Stuchlik (AUT) |
| 3 augustus 1995 20:15 | Moreira 31' Corozo 83' |     |                  | Estadio Olímpico Atahualpa, Quito Toeschouwers: 28.000 Scheidsrechter: Fritz Stuchlik (AUT) |

|                       |            |     |       |                                                                                            |
| 3 augustus 1995 18:00 | Ghana      | 1–0 | Japan | Estadio Olímpico Atahualpa, Quito Toeschouwers: 28.000 Scheidsrechter: Leslie Irvine (NIR) |
| 3 augustus 1995 18:00 | Kamara 70' |     |       | Estadio Olímpico Atahualpa, Quito Toeschouwers: 28.000 Scheidsrechter: Leslie Irvine (NIR) |

|                       |            |     |                   |                                                                                                |
| 5 augustus 1995 18:15 | Ecuador    | 1–2 | Ghana             | Estadio Olímpico Atahualpa, Quito Toeschouwers: 18.000 Scheidsrechter: José Luis da Rosa (URU) |
| 5 augustus 1995 18:15 | Angulo 32' |     | Sule 6' Gambo 68' | Estadio Olímpico Atahualpa, Quito Toeschouwers: 18.000 Scheidsrechter: José Luis da Rosa (URU) |

|                       |                  |     |                           |                                                                                             |
| 5 augustus 1995 16:00 | Verenigde Staten | 1–2 | Japan                     | Estadio Olímpico Atahualpa, Quito Toeschouwers: 12.000 Scheidsrechter: Fritz Stuchlik (AUT) |
| 5 augustus 1995 16:00 | Redmond 60'      |     | Yamazaki 49' Takahara 86' | Estadio Olímpico Atahualpa, Quito Toeschouwers: 12.000 Scheidsrechter: Fritz Stuchlik (AUT) |

|                       |         |     |       |                                                                                           |
| 8 augustus 1995 20:15 | Ecuador | 0–0 | Japan | Estadio Olímpico Atahualpa, Quito Toeschouwers: 34.000 Scheidsrechter: Said Belqola (MAR) |
| 8 augustus 1995 20:15 |         |     |       | Estadio Olímpico Atahualpa, Quito Toeschouwers: 34.000 Scheidsrechter: Said Belqola (MAR) |

|                       |                  |                       |       |                                                                                              |
| 8 augustus 1995 18:00 | Verenigde Staten | 0–2                   | Ghana | Estadio Olímpico Atahualpa, Quito Toeschouwers: 28.000 Scheidsrechter: Vasyl Melnychuk (UKR) |
| 8 augustus 1995 18:00 |                  | Iddrisu 35' Akwei 65' |       | Estadio Olímpico Atahualpa, Quito Toeschouwers: 28.000 Scheidsrechter: Vasyl Melnychuk (UKR) |

### Groep B
| Team       | Wed | W | G | V | DV | DT | DS | Ptn | Resultaat           |
| ---------- | --- | - | - | - | -- | -- | -- | --- | ------------------- |
| Argentinië | 3   | 3 | 0 | 0 | 7  | 0  | +7 | 9   | Naar de kwartfinale |
| Portugal   | 3   | 1 | 0 | 2 | 5  | 6  | –1 | 3   | Naar de kwartfinale |
| Guinee     | 3   | 1 | 0 | 2 | 3  | 6  | –3 | 3   |                     |
| Costa Rica | 3   | 1 | 0 | 2 | 2  | 5  | –3 | 3   |                     |

|                       |                                    |     |          | |
| 4 augustus 1995 18:00 | Argentinië                         | 3–0 | Portugal | Estadio Alejandro Serrano Aguilar, Cuenca Toeschouwers: 6.500 Scheidsrechter: Hartmut Strampe (GER) |
| 4 augustus 1995 18:00 | Gatti 5' La Paglia 19', 88' (pen.) |     |          | Estadio Alejandro Serrano Aguilar, Cuenca Toeschouwers: 6.500 Scheidsrechter: Hartmut Strampe (GER) |

|                       |                        |     |        |                                                                                                  |
| 4 augustus 1995 20:15 | Costa Rica             | 2–0 | Guinee | Estadio Alejandro Serrano Aguilar, Cuenca Toeschouwers: 6.500 Scheidsrechter: Barry Tasker (NZL) |
| 4 augustus 1995 20:15 | Fonseca 80' Campos 87' |     |        | Estadio Alejandro Serrano Aguilar, Cuenca Toeschouwers: 6.500 Scheidsrechter: Barry Tasker (NZL) |

|                       |                   |     |                                         | |
| 6 augustus 1995 13:15 | Portugal          | 2–3 | Guinee                                  | Estadio Alejandro Serrano Aguilar, Cuenca Toeschouwers: 2.500 Scheidsrechter: Ahmed Haji Yaakub (MAS) |
| 6 augustus 1995 13:15 | Zeferino 11', 26' |     | Bangoura 30' Conte 48' (pen.) Keita 65' | Estadio Alejandro Serrano Aguilar, Cuenca Toeschouwers: 2.500 Scheidsrechter: Ahmed Haji Yaakub (MAS) |

|                       |                       |     |            | |
| 6 augustus 1995 20:15 | Argentinië            | 2–0 | Costa Rica | Estadio Alejandro Serrano Aguilar, Cuenca Toeschouwers: 2.500 Scheidsrechter: Hossein Asgari (IRN) |
| 6 augustus 1995 20:15 | Caserio 62' Gatti 79' |     |            | Estadio Alejandro Serrano Aguilar, Cuenca Toeschouwers: 2.500 Scheidsrechter: Hossein Asgari (IRN) |

|                       |                              |     |            | |
| 9 augustus 1995 18:00 | Portugal                     | 3–0 | Costa Rica | Estadio Alejandro Serrano Aguilar, Cuenca Toeschouwers: 15.000 Scheidsrechter: Roger Zambrano (ECU) |
| 9 augustus 1995 18:00 | Vargas 88', 90+1' Adolfo 89' |     |            | Estadio Alejandro Serrano Aguilar, Cuenca Toeschouwers: 15.000 Scheidsrechter: Roger Zambrano (ECU) |

|                       |                       |     |        | |
| 9 augustus 1995 20:15 | Argentinië            | 2–0 | Guinee | Estadio Alejandro Serrano Aguilar, Cuenca Toeschouwers: 15.000 Scheidsrechter: Antonio Marrufo (MEX) |
| 9 augustus 1995 20:15 | Peralta 18' Aimar 26' |     |        | Estadio Alejandro Serrano Aguilar, Cuenca Toeschouwers: 15.000 Scheidsrechter: Antonio Marrufo (MEX) |

### Groep C
| Team      | Wed | W | G | V | DV | DT | DS | Ptn | Resultaat           |
| --------- | --- | - | - | - | -- | -- | -- | --- | ------------------- |
| Nigeria   | 3   | 2 | 1 | 0 | 5  | 2  | +3 | 7   | Naar de kwartfinale |
| Australië | 3   | 1 | 1 | 1 | 5  | 4  | +1 | 4   | Naar de kwartfinale |
| Spanje    | 3   | 1 | 1 | 1 | 4  | 4  | 0  | 4   |                     |
| Qatar     | 3   | 0 | 1 | 2 | 1  | 5  | –4 | 1   |                     |

|                       |               |     |            |                                                                                                   |
| 4 augustus 1995 12:00 | Nigeria       | 1–1 | Qatar      | Estadio Olímpico de Riobamba, Riobamba Toeschouwers: 20.000 Scheidsrechter: Antonio Marrufo (MEX) |
| 4 augustus 1995 12:00 | Anyamkygh 37' |     | Ghulam 39' | Estadio Olímpico de Riobamba, Riobamba Toeschouwers: 20.000 Scheidsrechter: Antonio Marrufo (MEX) |

|                       |                  |     |                             |                                                                                                  |
| 4 augustus 1995 14:15 | Australië        | 2–2 | Spanje                      | Estadio Olímpico de Riobamba, Riobamba Toeschouwers: 20.000 Scheidsrechter: Ramesh Ramdhan (TRI) |
| 4 augustus 1995 14:15 | Allsopp 16', 73' |     | Duarte 55' (pen.) Mista 73' | Estadio Olímpico de Riobamba, Riobamba Toeschouwers: 20.000 Scheidsrechter: Ramesh Ramdhan (TRI) |

|                       |                             |     |           |                                                                                                  |
| 6 augustus 1995 12:00 | Nigeria                     | 2–0 | Australië | Estadio Olímpico de Riobamba, Riobamba Toeschouwers: 10.000 Scheidsrechter: Roger Zambrano (ECU) |
| 6 augustus 1995 12:00 | Anyamkygh 59' Obiorah 90+3' |     |           | Estadio Olímpico de Riobamba, Riobamba Toeschouwers: 10.000 Scheidsrechter: Roger Zambrano (ECU) |

|                       |       |            |        | |
| 6 augustus 1995 14:15 | Qatar | 0–1        | Spanje | Estadio Olímpico de Riobamba, Riobamba Toeschouwers: 10.000 Scheidsrechter: Epifanio González (PAR) |
| 6 augustus 1995 14:15 |       | Ferrón 83' |        | Estadio Olímpico de Riobamba, Riobamba Toeschouwers: 10.000 Scheidsrechter: Epifanio González (PAR) |

|                       |       |                                    |           |                                                                                                   |
| 9 augustus 1995 12:00 | Qatar | 0–3                                | Australië | Estadio Olímpico de Riobamba, Riobamba Toeschouwers: 10.000 Scheidsrechter: Hartmut Strampe (GER) |
| 9 augustus 1995 12:00 |       | Kewell 43' (pen.) Allsopp 48', 56' |           | Estadio Olímpico de Riobamba, Riobamba Toeschouwers: 10.000 Scheidsrechter: Hartmut Strampe (GER) |

|                       |                             |     |                   |                                                                                                |
| 9 augustus 1995 14:15 | Nigeria                     | 2–1 | Spanje            | Estadio Olímpico de Riobamba, Riobamba Toeschouwers: 10.000 Scheidsrechter: Barry Tasker (NZL) |
| 9 augustus 1995 14:15 | Obiorah 48' Onwuzuruike 84' |     | Duarte 57' (pen.) | Estadio Olímpico de Riobamba, Riobamba Toeschouwers: 10.000 Scheidsrechter: Barry Tasker (NZL) |

### Groep D
| Team      | Wed | W | G | V | DV | DT | DS | Ptn | Resultaat           |
| --------- | --- | - | - | - | -- | -- | -- | --- | ------------------- |
| Brazilië  | 3   | 2 | 1 | 0 | 5  | 0  | +5 | 7   | Naar de kwartfinale |
| Oman      | 3   | 2 | 1 | 0 | 5  | 1  | +4 | 7   | Naar de kwartfinale |
| Duitsland | 3   | 1 | 0 | 2 | 3  | 6  | –3 | 3   |                     |
| Canada    | 3   | 0 | 0 | 3 | 1  | 7  | –6 | 0   |                     |

|                       |                                       |     |           |                                                                                            |
| 4 augustus 1995 13:00 | Brazilië                              | 3–0 | Duitsland | Estadio Olímpico de Ibarra, Ibarra Toeschouwers: 16.000 Scheidsrechter: Said Belqola (MAR) |
| 4 augustus 1995 13:00 | Djimi 39' Carlos Alberto 54' Juan 63' |     |           | Estadio Olímpico de Ibarra, Ibarra Toeschouwers: 16.000 Scheidsrechter: Said Belqola (MAR) |

|                       |                            |     |             |                                                                                                  |
| 4 augustus 1995 15:15 | Oman                       | 2–1 | Canada      | Estadio Olímpico de Ibarra, Ibarra Toeschouwers: 16.000 Scheidsrechter: Pierre Mounguengui (GAB) |
| 4 augustus 1995 15:15 | Al-Kathiri 43', 62' (pen.) |     | Bernier 70' | Estadio Olímpico de Ibarra, Ibarra Toeschouwers: 16.000 Scheidsrechter: Pierre Mounguengui (GAB) |

|                       |          |     |      |                                                                                               |
| 6 augustus 1995 14:00 | Brazilië | 0–0 | Oman | Estadio Olímpico de Ibarra, Ibarra Toeschouwers: 10.000 Scheidsrechter: Vasyl Melnychuk (UKR) |
| 6 augustus 1995 14:00 |          |     |      | Estadio Olímpico de Ibarra, Ibarra Toeschouwers: 10.000 Scheidsrechter: Vasyl Melnychuk (UKR) |

|                       |                                 |     |        |                                                                                            |
| 6 augustus 1995 16:15 | Duitsland                       | 3–0 | Canada | Estadio Olímpico de Ibarra, Ibarra Toeschouwers: 10.000 Scheidsrechter: Said Belqola (MAR) |
| 6 augustus 1995 16:15 | Brezina 23' Rost 68' Bugera 73' |     |        | Estadio Olímpico de Ibarra, Ibarra Toeschouwers: 10.000 Scheidsrechter: Said Belqola (MAR) |

|                       |           |                                         |      |                                                                                                |
| 9 augustus 1995 13:00 | Duitsland | 0–3                                     | Oman | Estadio Olímpico de Ibarra, Ibarra Toeschouwers: 9.000 Scheidsrechter: José Luis da Rosa (URU) |
| 9 augustus 1995 13:00 |           | Al-Kathiri 4' (pen.) Al-Siyabi 81', 87' |      | Estadio Olímpico de Ibarra, Ibarra Toeschouwers: 9.000 Scheidsrechter: José Luis da Rosa (URU) |

|                       |                    |     |        |                                                                                            |
| 9 augustus 1995 15:15 | Brazilië           | 2–0 | Canada | Estadio Olímpico de Ibarra, Ibarra Toeschouwers: 9.000 Scheidsrechter: Leslie Irvine (NIR) |
| 9 augustus 1995 15:15 | Bel 2' Eduardo 46' |     |        | Estadio Olímpico de Ibarra, Ibarra Toeschouwers: 9.000 Scheidsrechter: Leslie Irvine (NIR) |

## Knock-outfase
|  | kwartfinale              | kwartfinale             |                          |   | halve finale            | halve finale            |   |  | finale | finale |
|  |                          |                         |                          |   |                         |                         |   |  |        |        |
|  | 12 augustus – Quito      |                         |                          |   |                         |                         |   |  |        |        |
|  |                          |                         |                          |   |                         |                         |   |  |        |        |
|  | Ghana                    | 2                       |                          |   |                         |                         |   |  |        |        |
|  | Ghana                    | 2                       | 17 augustus – Portoviejo |   |                         |                         |   |  |        |        |
|  | Portugal                 | 0                       |                          |   |                         |                         |   |  |        |        |
|  | Portugal                 | 0                       | Ghana                    | 3 |                         |                         |   |  |        |        |
|  | 13 augustus – Portoviejo |                         | Ghana                    | 3 |                         |                         |   |  |        |        |
|  |                          | Oman                    | 1                        |   |                         |                         |   |  |        |        |
|  | Nigeria                  | Oman                    | 1                        | 1 |                         |                         |   |  |        |        |
|  | Nigeria                  |                         | 20 augustus – Guayaquil  | 1 |                         |                         |   |  |        |        |
|  | Oman                     | 2                       |                          |   |                         |                         |   |  |        |        |
|  | Oman                     | 2                       | Ghana                    | 3 |                         |                         |   |  |        |        |
|  | 12 augustus – Guayaquil  |                         | Ghana                    | 3 |                         |                         |   |  |        |        |
|  |                          | Brazilië                | 2                        |   |                         |                         |   |  |        |        |
|  | Argentinië               | Brazilië                | 2                        | 3 |                         |                         |   |  |        |        |
|  | Argentinië               | 17 augustus – Guayaquil |                          | 3 |                         |                         |   |  |        |        |
|  | Ecuador                  | 1                       |                          |   |                         |                         |   |  |        |        |
|  | Ecuador                  | 1                       | Argentinië               | 0 | derde plaats            | derde plaats            |   |  |        |        |
|  | 13 augustus – Portoviejo |                         | Argentinië               | 0 | derde plaats            | derde plaats            |   |  |        |        |
|  |                          | Brazilië                | 3                        |   | 20 augustus – Guayaquil | 20 augustus – Guayaquil |   |  |        |        |
|  | Australië                | Brazilië                | 3                        | 1 | 20 augustus – Guayaquil | 20 augustus – Guayaquil |   |  |        |        |
|  | Australië                |                         |                          |   |                         | Argentinië              | 2 |  |        |        |
|  | Brazilië                 | 3                       |                          |   |                         | Argentinië              | 2 |  |        |        |
|  | Brazilië                 | 3                       | Oman                     | 0 |                         |                         |   |  |        |        |
|  |                          |                         | Oman                     | 0 |                         |                         |   |  |        |        |

### Kwartfinale
|                        |                            |     |          |                                                                                               |
| 12 augustus 1995 17:00 | Ghana                      | 2–0 | Portugal | Estadio Olímpico Atahualpa, Quito Toeschouwers: 2.000 Scheidsrechter: Epifanio González (PAR) |
| 12 augustus 1995 17:00 | Bentil 12' Amaniampong 87' |     |          | Estadio Olímpico Atahualpa, Quito Toeschouwers: 2.000 Scheidsrechter: Epifanio González (PAR) |

|                        |                      |     |                              |                                                                                                  |
| 12 augustus 1995 20:00 | Nigeria              | 1–2 | Oman                         | Estadio Reales Tamarindos, Portoviejo Toeschouwers: 12.000 Scheidsrechter: Hartmut Strampe (GER) |
| 12 augustus 1995 20:00 | Chukwueke 13' (pen.) |     | Al-Kathiri 32' Al-Dhabit 49' | Estadio Reales Tamarindos, Portoviejo Toeschouwers: 12.000 Scheidsrechter: Hartmut Strampe (GER) |

|                        |                                          |     |             |                                                                                                  |
| 13 augustus 1995 14:00 | Brazilië                                 | 3–1 | Australië   | Estadio Reales Tamarindos, Portoviejo Toeschouwers: 12.000 Scheidsrechter: Antonio Maruffo (MEX) |
| 13 augustus 1995 14:00 | Rodrigo 14' Kléber 65' Marco Antônio 75' |     | Allsopp 32' | Estadio Reales Tamarindos, Portoviejo Toeschouwers: 12.000 Scheidsrechter: Antonio Maruffo (MEX) |

|                        |                                        |     |           |                                                                                        |
| 13 augustus 1995 17:00 | Argentinië                             | 3–1 | Ecuador   | Estadio Monumental, Guayaquil Toeschouwers: 10.000 Scheidsrechter: Leslie Irvine (NIR) |
| 13 augustus 1995 17:00 | Mercado 36' (e.d.) Aimar 46' Gatti 66' |     | Ayala 86' | Estadio Monumental, Guayaquil Toeschouwers: 10.000 Scheidsrechter: Leslie Irvine (NIR) |

### Halve finale
|                        |                                  |     |                | |
| 17 augustus 1995 17:00 | Ghana                            | 3–1 | Oman           | Estadio Reales Tamarindos, Portoviejo Toeschouwers: 18.000 Scheidsrechter: José Luis da Rosa (URU) |
| 17 augustus 1995 17:00 | Ansah 38' Kamara 54' Iddrisu 72' |     | Al-Kathiri 67' | Estadio Reales Tamarindos, Portoviejo Toeschouwers: 18.000 Scheidsrechter: José Luis da Rosa (URU) |

|                        |            |                                 |          |                                                                                        |
| 17 augustus 1995 20:00 | Argentinië | 0–3                             | Brazilië | Estadio Monumental, Guayaquil Toeschouwers: 3.000 Scheidsrechter: Fritz Stuchlik (AUT) |
| 17 augustus 1995 20:00 |            | Rodrigo 74' Rocha 88' Fabio 90' |          | Estadio Monumental, Guayaquil Toeschouwers: 3.000 Scheidsrechter: Fritz Stuchlik (AUT) |

### Troostfinale
|                        |      |                         |            |                                                                                       |
| 20 augustus 1995 14:30 | Oman | 0–2                     | Argentinië | Estadio Monumental, Guayaquil Toeschouwers: 30.000 Scheidsrechter: Said Belqola (MAR) |
| 20 augustus 1995 14:30 |      | Gatti 20' Cambiasso 71' |            | Estadio Monumental, Guayaquil Toeschouwers: 30.000 Scheidsrechter: Said Belqola (MAR) |

### Finale
|                        |                                 |     |                            |                                                                                        |
| 20 augustus 1995 17:00 | Ghana                           | 3–2 | Brazilië                   | Estadio Monumental, Guayaquil Toeschouwers: 30.000 Scheidsrechter: Leslie Irvine (NIR) |
| 20 augustus 1995 17:00 | Sule 39' Iddrisu 45' Bentil 49' |     | Juan 47' Marco Antônio 90' | Estadio Monumental, Guayaquil Toeschouwers: 30.000 Scheidsrechter: Leslie Irvine (NIR) |